# Radar Scope
Radar Scope (レーダースコープ) é um jogo eletrônico de tiro com naves desenvolvido e publicado pela Nintendo em dezembro de 1979 para arcade. Apesar de considerado muito semelhante a Space Invaders, o jogo trazia uma visão lateralizada, dando uma impressão tridimensional.
Radar Scope foi o primeiro jogo em que Shigeru Miyamoto ajudou a desenvolver e, apesar de ser considerado um fracasso comercial, o hardware eventualmente foi reaproveitado para o sucesso da Nintendo, Donkey Kong.

## Jogabilidade
O jogo é um jogo de tiro de naves, porém com visão tridimensional, com o cenário de fundo inclinado, dando o efeito de visão em terceira pessoa. O objetivo do jogador é destruir todas as 48 naves inimigas chamadas Raiders Gama, antes que haja a desintegração total de todos os Spaceports do lado do jogador. As Raiders Gama virão para dentre do personagem dando outro efeito tridimensional mas você pode atacar de longe. O jogador tem uma vasta gama de flexibilidade para controlar os níveis de dificuldade do jogo. Spaceports extras são concedidos nos patamares de 7000, 10000, 15000 e 20000 pontos, tal como determinado pelo jogador. O número inicial de Spaceports também pode ser pré-programado com 3, 4, 5 ou 6. Quando o número necessário de naves espaciais é destruída, o jogador recebe um bônus de ponto extra.